# Циклоидальная передача
Циклоида́льная переда́ча, или циклоидальный реду́ктор, или планетарно-це́вочный реду́ктор — механизм, понижающий частоту вращения, и имеющий фиксированное передаточное отношение. Циклоидальные редукторы при своей компактности имеют большие передаточные отношения.
Ведущий вал приводит в движение эксцентриковый вал с подшипником, который, в свою очередь, сообщает циклоидальной пластине эксцентрическое, циклоидальное движение. По окружности на некотором расстоянии от центра пластины расположены круглые отверстия. В эти отверстия вставлены шпильки или ролики, закреплённые на ниже расположенном диске. Посредством стержней и диска вращение передаётся выходному валу. При этом радиальные перемещения циклоидальной пластины не передаются выходному валу.

## Теория
Входной (ведущий) вал прикреплён эксцентрично к шарикоподшипнику, принуждая циклоидальную пластину вращаться по окружности. Циклоидальная пластина независимо вращается вокруг подшипника. Её вращение происходит за счёт того, что впадины по периметру пластины входят в зацепление с неподвижными выступами («зубьями») на внешнем кольце. Направление вращения выходного (ведомого) вала противоположно направлению вращения входного (ведущего) вала. Движение деталей в циклоидальной передаче подобно движению, имеющему место в планетарной передаче.
Количество выступов на внешнем кольце больше количества выступов на циклоидальной пластине. Это вынуждает пластину вращаться относительно входного вала быстрее по сравнению с тем, каким бы было её движение относительно входного вала при отсутствии внешнего кольца. За счёт этой «увеличенной» скорости вращения циклоидальной пластины, выходной вал получает вращение в сторону, противоположную направлению вращения входного вала.
Циклоидальная пластина имеет отверстия, которые немного больше вставленных в них роликов. Ролики в отверстиях движутся по окружности, и таким образом выходной вал получает относительно равномерное вращательное движение от качающегося движения циклоидальной пластины.
Передаточное отношение циклоидального редуктора определяется по следующей формуле:
{\displaystyle i={\frac {P-L}{L}}}
где {\displaystyle P} — количество выступов на внешнем коронном кольце,
{\displaystyle L} — количество выступов на циклоидальной пластине.
КПД одноступенчатой циклоидальной передачи составляет 95 %, а двухступенчатой — 90 %. При этом, передаточное отношение одноступенчатого циклоидального редуктора достигает значения 119:1, двухступенчатого — 7569:1, трёхступенчатого — до 1 000 000:1.
Существуют различные схемы циклоидальных передач, вместо шарикоподшипника может использоваться роликоподшипник, имеющий большую несущую способность, а вместо одного эксцентрика могут быть использованы 2 или 3 эксцентрика, расположенные на периферии, в этом случае вращение эксцентрикам сообщают отдельные зубчатые колеса, введенные в зацепление с входным валом. Такая схема дает большую жесткость всей передаче, а также позволяет реализовывать ещё более высокие передаточные отношения. Такие редукторы используются в высокоточных приводах станков и автоматов.

## Достоинства и недостатки
К достоинствам цевочных передач относят:
- компактность при высокой нагрузочной способности;
- широкий диапазон передаточных чисел в одной ступени (3…191);
- высокая надежность и повышенный ресурс (до 50 000 ч);
- плавность хода и низкий уровень шума;
- высокая кинематическая точность.

К недостаткам относят:
- высокие требования к точности изготовления, так как эксцентрическое расположение циклоидальной пластины, в случае низкой точности изготовления, может привести к сокращению срока службы редуктора и возникновению вибраций, которые передаются как на входной, так и на выходной валы. Данную проблему решает установка второй циклоидальной пластины, повёрнутой относительно первой пластины на пол-оборота;
- высокая стоимость передачи по сравнению со стоимостью передач других типов (следствие из высоких требований точности и больших нагрузок подшипников).